# Emilio Heydrich
Emilio Heydrich y Martínez (Matanzas, Cuba, 1861 - Lloret de Mar 1947), hijo de Fernando Heydrich Klein y María-Candelaria Martínez y Valdés, fue un empresario e inversor del siglo XIX. Vivió y trabajó en Cuba, hasta que se trasladó a Barcelona en 1902. Casado con Antonia Cubero y Casals, tuvo una hija, Aïda Heydrich (1887 -1920), casado con el banquero Theodore Garbade, y madre del director de fotografía Robert D. Garbade.

## Industria
En 1923 creó la compañía Colores Hispania con el fin de comprar y vender pinturas, pero en 1927 decidió fabricarlas junto con otros productos químicos y esmaltes. Encargó por entonces la construcción de una fábrica de cuatro naves al arquitecto Josep Graner i Prat, en el barrio obrero de Pueblo Nuevo, Barcelona.
Aunque la empresa fue colectivizada durante la guerra civil, Heydrich no ejercitó venganza alguna sobre los trabajadores después de la contienda. La dirigió hasta su fallecimiento en 1947, después del cual la empresa fue vendida y siguió funcionando hasta los años 2000.
La empresa textil Enrique Mir Miro compró en 1960 la fábrica con todas sus naves.

## Propiedades históricas
Su fábrica en la calle Pere IV no. 482, en Pueblo Nuevo, Barcelona, es declarada edificio histórico. Construido con la voluntad de dignificar la imagen industrial de las fábricas, conserva hasta hoy su fachada principal. Al igual que otros edificios y fábricas en este barrio, ha sufrido daños y está en una condición mejorable. 
La casa familiar de Heydrich y Martínez se encuentra en la calle Iradier 9 - 11, en el barrio de Sarriá, Barcelona. Se trata de un palacete llamado Torre San Fernando, convertido en comisaría de los Mozos de Escuadra, en 1951 después de su venta por sus últimos propietarios, sus nietos Bernhard R. y Roberto D. Garbade. Es una mansión de estilo de principio del siglo XX, que ocupa toda la esquina de la calle Iradier con la calle Mangenat. Su arquitecto, Joaquim Lloret i Homs, firmó también el edificio de la Clínica Oftalmològica Barraquer en Barcelona (1934-1939). 
La finca de Heydrich en la calle Durall, 28, en Lloret de Mar, era del estilo de las casas de indianos, y fue construido en 1921 sobre una casa del pueblo por el arquitecto José Gallart. La propiedad, llamada "Casa Heydrich", permaneció en manos de la familia hasta 2006; su último dueño fue el bisnieto de Emilio Heydrich, el pintor Daniel Garbade. Renovada en 1977 por daños estructurales, actualmente es un edificio de apartamentos.

## Literatura

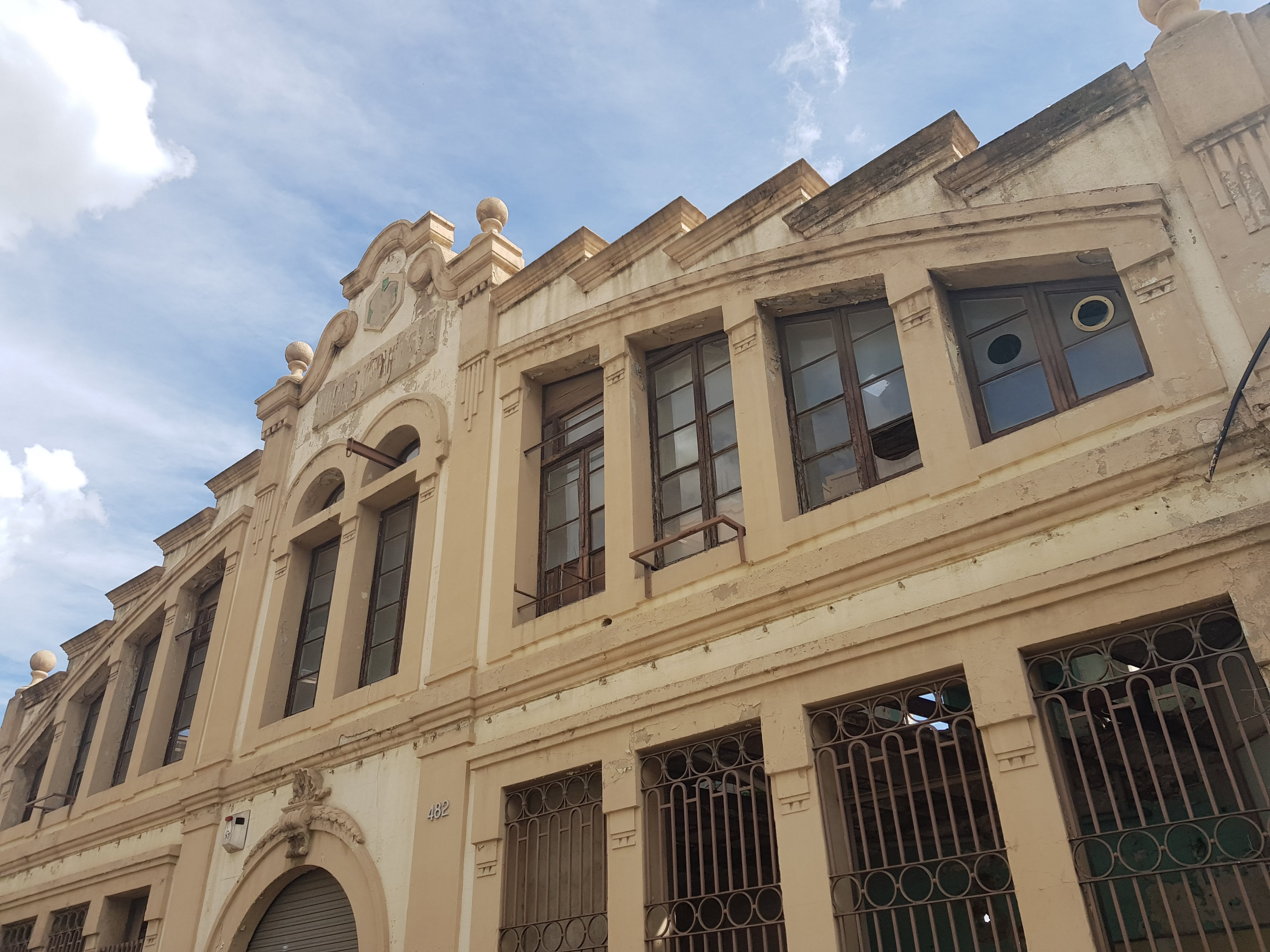
Fábrica Colores Hispania

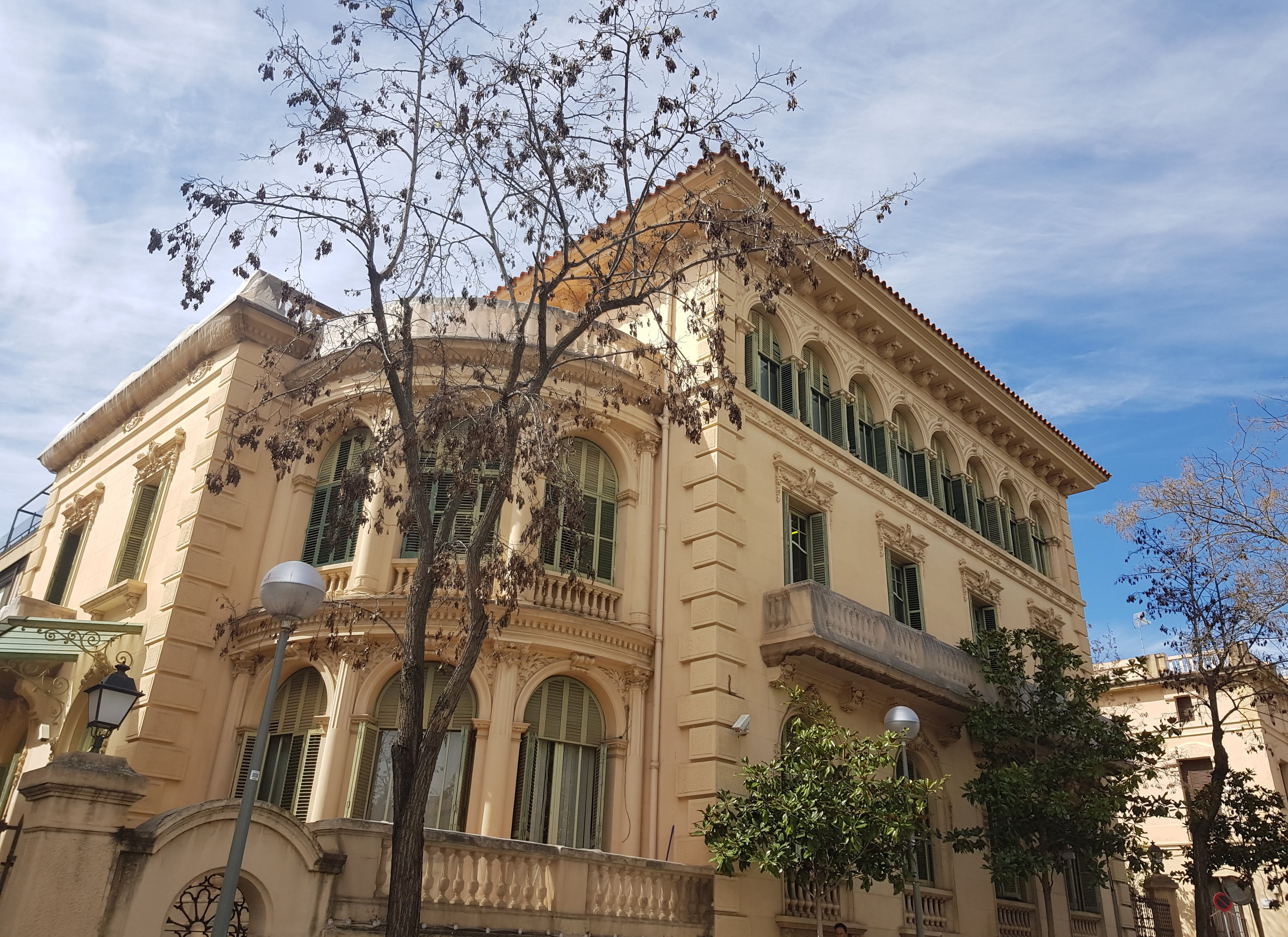
Torre San Fernando

- William Jared Clark: Commercial Cuba: a book for business men, Editor: C. Scribner's sons, 1898
- Elihu Root: Elihu Root collection of United States documents, Editor, Govt. Prtg. Off. EE. UU.
- Revista,Sociedad Astronómica de España y América,Volúmenes 1-4, 1911
- Receipts and Expenditures in Cuba from Jan. 1, 1899, to Apr. 30, 1900, United States. Congress. Senate. Committee on Relations with Cuba, 1900
- Guía social de La Habana, 1954
- Antonio Santamaría García: Economía y colonia: la economía cubana y la relación con España (1765-1902) CSICI, 2004[7]